# Christoph Duller
Christoph Duller (* 14. Februar 1994 in Klagenfurt) ist ein österreichischer Eishockeyspieler, der seit 2016 erneut beim Klagenfurter AC in der Österreichischen Eishockey-Liga spielt.

## Karriere
Christoph Duller begann seine Karriere im Nachwuchs des Klagenfurter AC in seiner Geburtsstadt. Schon mit 16 Jahren wechselte er zum EC Red Bull Salzburg. Dort spielte er überwiegend in Juniorenmannschaften (u. a. auch in der russisch dominierten Molodjoschnaja Chokkeinaja Liga). Er wurde in den fünf Jahren bei den Roten Bullen aber auch insgesamt 15 mal in der Österreichischen Eishockey-Liga eingesetzt. 2015 wechselte er zum Dornbirner EC, für den er ebenfalls in der Österreichischen Eishockey-Liga spielte. Auf Leihbasis war er daneben aber auch für den EHC Bregenzerwald aktiv, mit dem er 2016 die zweitklassige Inter-National-League gewinnen konnte. Anschließend kehrte er nach Klagenfurt zurück und spielt seither mit dem KAC in der Österreichischen Eishockey-Liga.

### International
Im Juniorenbereich nahm Duller mit dem österreichischen Nachwuchs an den U18-Weltmeisterschaften U18-Weltmeisterschaft 2011 in der Division II und 2012 in der Division I sowie an den U20-Weltmeisterschaften der Division I 2012, 2013 und 2014 teil.
In der österreichischen Nationalmannschaft debütierte er bei Weltmeisterschaft 2017 in der Division I.

## Erfolge und Auszeichnungen
- 2011 Aufstieg in die Division I bei der U18-Weltmeisterschaft der Division II, Gruppe A
- 2016 Gewinn der Inter-National-League mit dem EHC Bregenzerwald
- 2017 Aufstieg in die Top-Division bei der Weltmeisterschaft der Division I, Gruppe A

## Karrierestatistik
(Legende zur Spielerstatistik: Sp oder GP = absolvierte Spiele; T oder G = erzielte Tore; V oder A = erzielte Assists; Pkt oder Pts = erzielte Scorerpunkte; SM oder PIM = erhaltene Strafminuten; +/− = Plus/Minus-Bilanz; PP = erzielte Überzahltore; SH = erzielte Unterzahltore; GW = erzielte Siegtore; 1 Play-downs/Relegation; Kursiv: Statistik nicht vollständig)